# کوارتزسایت
کورتزسایت (به انگلیسی: Quartzsite) شهرکی در شهرستان لا پاز ایالت آریزونا است که در سرشماری سال ۲۰۱۰ میلادی، ۳٬۶۷۷ نفر جمعیت داشته است. کورتزسایت، به‌طور رسمی در تاریخ ۱۹۸۹ میلادی به‌عنوان یک شهر شناخته شد.